# Natural Born Killers
Natural Born Killers (bra: Assassinos por Natureza; prt: Assassinos Natos) é um filme estadunidense de 1994, dos gêneros comédia dramática, ação e policial, dirigido por Oliver Stone, com roteiro de Quentin Tarantino e estrelado por Woody Harrelson e Juliette Lewis. Tem aparições de Rodney Dangerfield, Robert Downey Jr., Tom Sizemore, e Tommy Lee Jones. 

## Sinopse
Mickey Knox (Woody Harrelson) e Mallory Knox (Juliette Lewis) se uniram pelo desejo que um sente pelo outro e por amarem a violência. Matam umas dezenas de pessoas em 3 semanas, mas sempre deixam alguém vivo para contar quem fez os crimes. Mickey e Mallory viram atração através da imprensa sensacionalista e o repórter Wayne Gale (Robert Downey Jr.), o principal responsável, os coloca no programa de televisão American Maniacs. Mesmo a captura dos criminosos pela polícia só aumenta sua enorme popularidade, o que motiva Gale a transformar tudo num grande circo.

## Elenco
- Woody Harrelson - Mickey Knox
- Juliette Lewis - Mallory Knox
- Tom Sizemore - Detetive Jack Scagnetti
- Rodney Dangerfield - Pai de Mallory
- Edie McClurg - Mãe de Mallory
- Everett Quinton - Deputado Warden Wurlitzen
- Tommy Lee Jones - Warden Dwight McClusky
- Robert Downey Jr. - Wayne Gale
- Lanny Flaherty - Earl
- O-Lan Jones - Mabel
- Richard Lineback - Sonny
- Kirk Baltz - Roger
- Maria Pitillo - Deborah
- Melinda Renna - Antonia Chavez
- Dale Dye - Dale Wrigley
- Lorraine Farris - Pinky
- Steven Wright - Dr. Emil Reingold
- Joe Grifasi - Xerife Duncan Homolka
- Robert Swan - Deputado Napalatoni
- Russell Means - Índio velho
- Jared Harris - Garoto de Londres
- Mark Harmon
- Rachel Ticotin
- Denis Leary
- Pruitt Taylor Vince

## Trilha sonora
1. "Waiting For The Miracle" - Leonard Cohen
2. "Shitlist" - L7
3. "Moon Over Greene County" - Dan Zanes
4. "Rock N Roll Nigger" - Patti Smith
5. "Sweet Jane" - Cowboy Junkies
6. "You Belong To Me" - Bob Dylan
7. "The Trembler" - Duane Eddy
8. "Burn" - Nine Inch Nails
9. "Route 666" - Brian Berdan
10. "Totally Hot" - Remmy Ongala And Orchestre Super Matimila
11. "Back In My Baby's Arms" - Patsy Cline
12. "Taboo" - Peter Gabriel And Nusrat Fateh Ali Khan
13. "Sex Is Violent" - Jane's Addiction/Diamanda Galas
14. "History Repeats Itself" - A.O.S.
15. "Something I Can Never Have" - Nine Inch Nails
16. "I Will Take You Home" - Russel Means
17. "Drums A Go-Go" - Hollywood Persuaders
18. "Hungry Ants" - Barry Adamson
19. "The Day The Niggaz Took Over" - Dr. Dre
20. "Born Bad" - Juliette Lewis
21. "Fall Of The Rebel Angels" - Sergio Cervetti
22. "Forkboy" - Lard
23. "Batonga In Batongaville" - Budapest Philharmonic Orchestra
24. "A Warm Place" - Nine Inch Nails
25. "Allah, Mohammed, Char, Yaar" - Nusrat Fateh Ali Khan And Party
26. "The Future" - Leonard Cohen
27. "What Would U Do?" - The Dogg Pound